# Ara ambiguus
Ara ambiguus là một loài chim trong họ Psittacidae.
Đây là một loài vẹt ở Trung và Nam Mỹ được tìm thấy ở Nicaragua, Honduras, Costa Rica, Panama, Colombia và Ecuador. Hai phân loài loài khác được công nhận; phân loài chỉ định được tìm thấy ở Trung Mỹ tới Bắc Colombia, trong khi A. a. guayaquilensis được tìm thấy ở miền tây Ecuador và có thể cả phía tây nam Colombia. 

## Hình ảnh

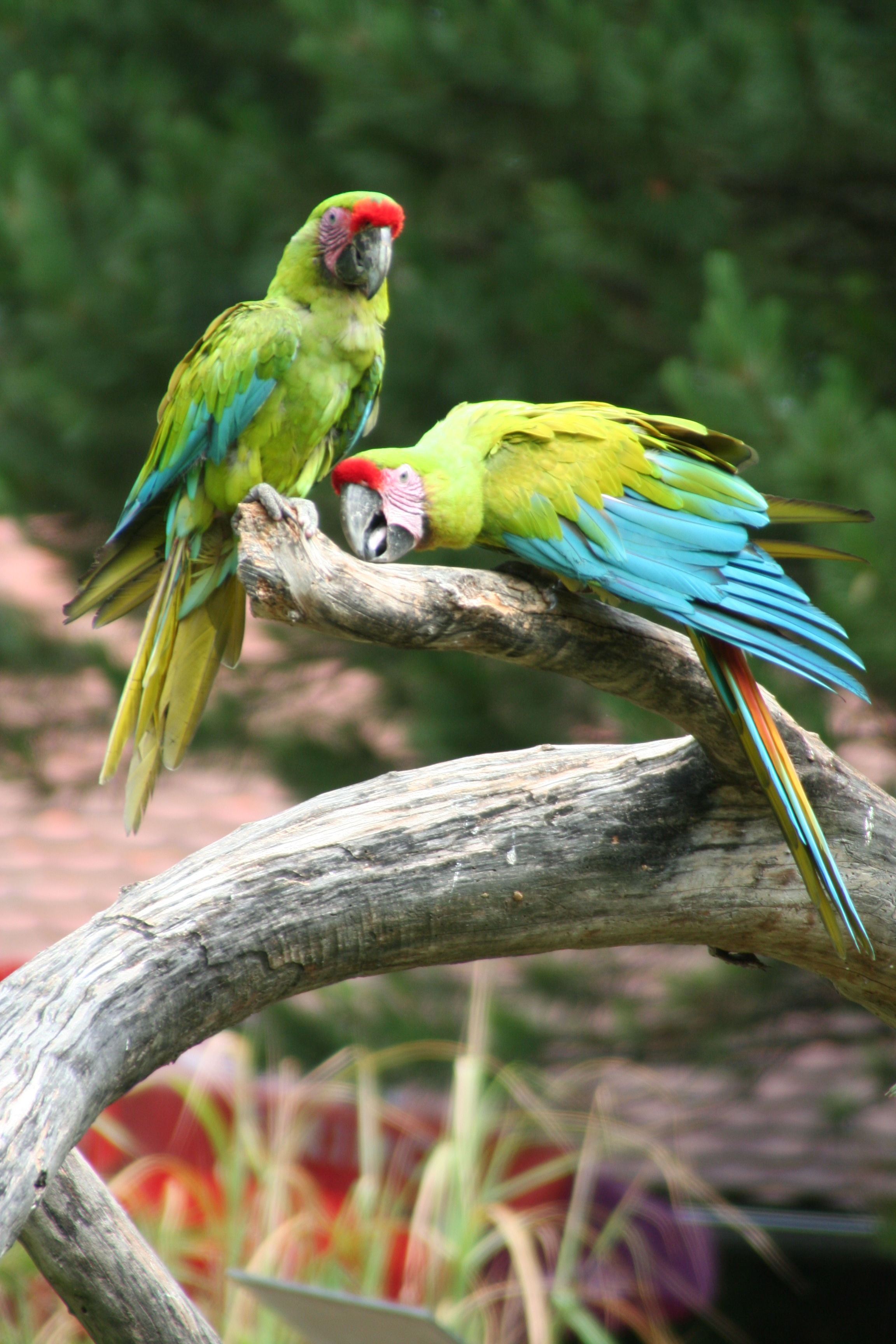
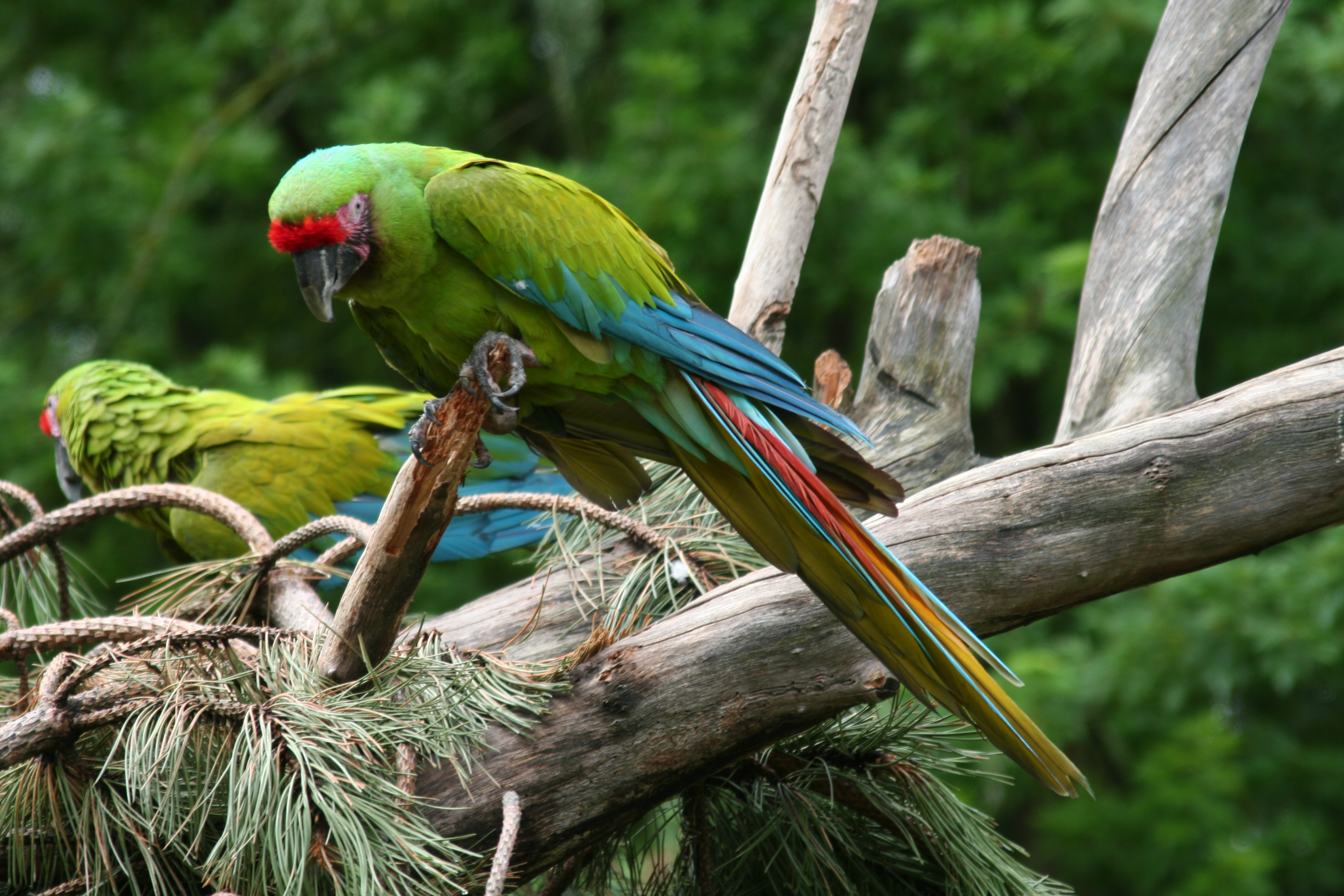
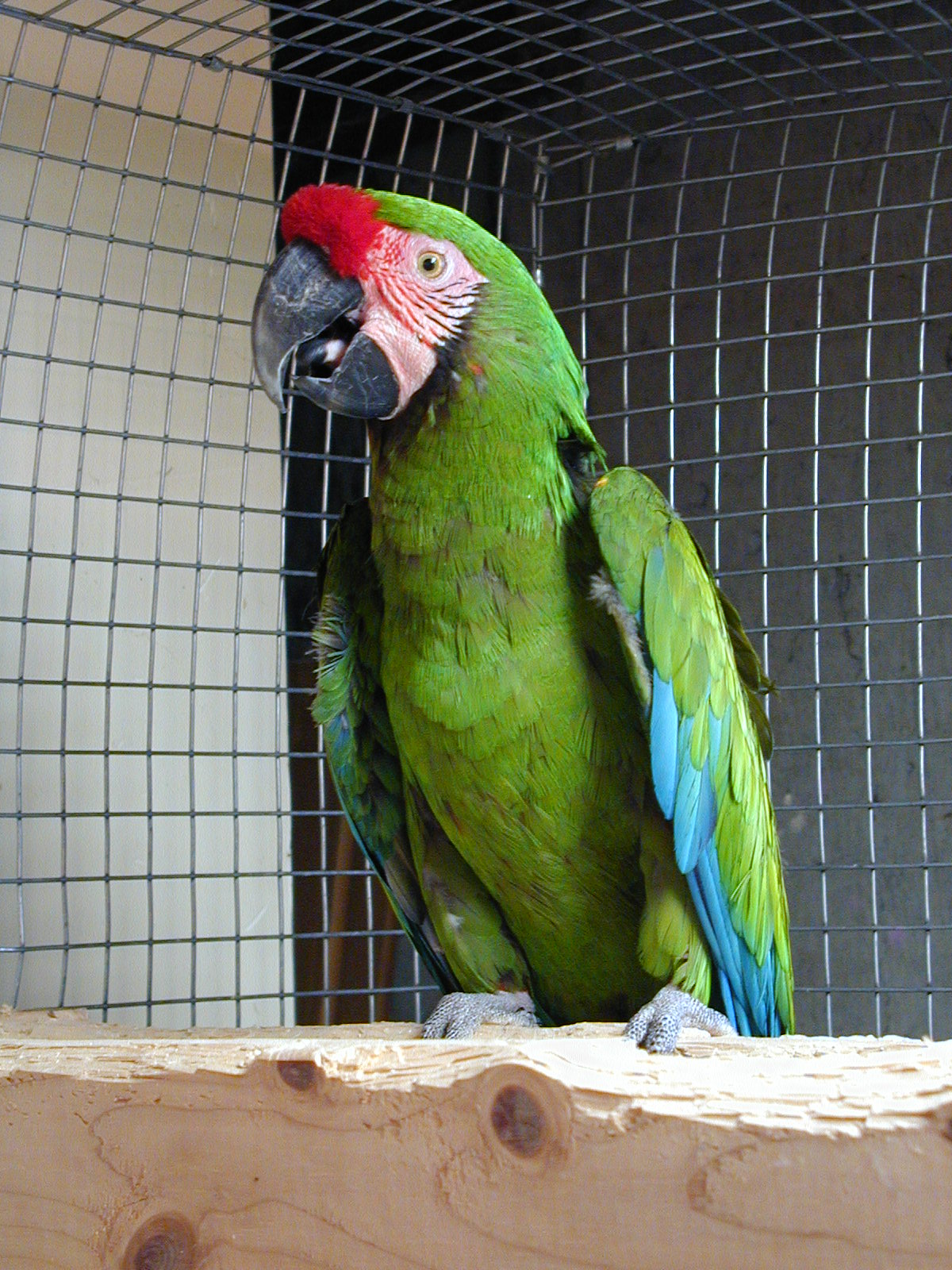
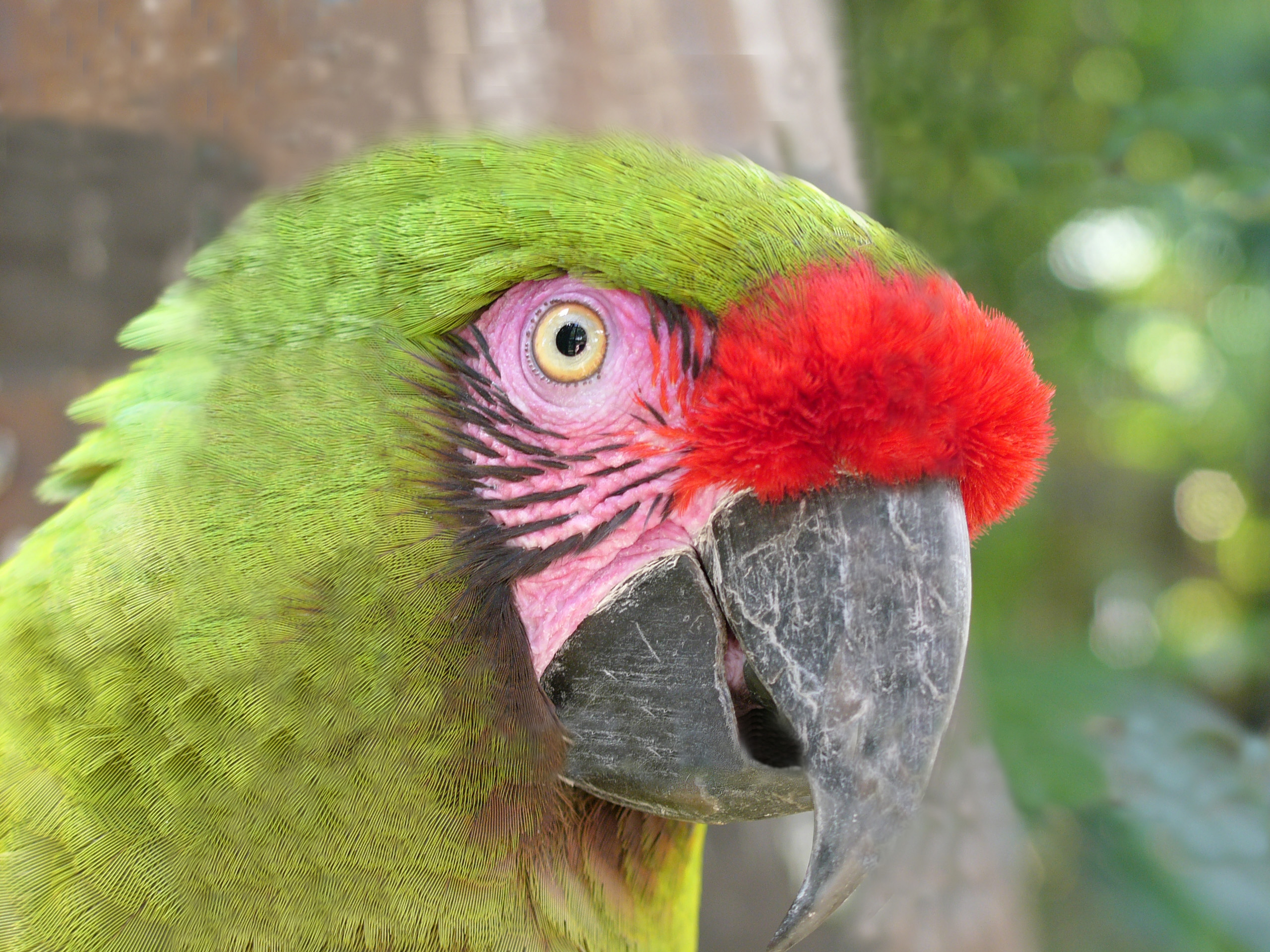